# République de Cuba (1902-1959)
Pour les articles homonymes, voir République de Cuba.
 (juillet 2022).
La mise en forme du texte ne suit pas les recommandations de Wikipédia : il faut le « wikifier ».
Les points d'amélioration suivants sont les cas les plus fréquents. Le détail des points à revoir est peut-être précisé sur la page de discussion.
- Les titres sont pré-formatés par le logiciel. Ils ne sont ni en capitales, ni en gras.
- Le texte ne doit pas être écrit en capitales (les noms de famille non plus), ni en gras, ni en italique, ni en « petit »…
- Le gras n'est utilisé que pour surligner le titre de l'article dans l'introduction, une seule fois.
- L'italique est rarement utilisé : mots en langue étrangère, titres d'œuvres, noms de bateaux, etc.
- Les citations ne sont pas en italique mais en corps de texte normal. Elles sont entourées par des guillemets français : « et ».
- Les listes à puces sont à éviter, des paragraphes rédigés étant largement préférés. Les tableaux sont à réserver à la présentation de données structurées (résultats, etc.).
- Les appels de note de bas de page (petits chiffres en exposant, introduits par l'outil «  Source ») sont à placer entre la fin de phrase et le point final[comme ça].
- Les liens internes (vers d'autres articles de Wikipédia) sont à choisir avec parcimonie. Créez des liens vers des articles approfondissant le sujet. Les termes génériques sans rapport avec le sujet sont à éviter, ainsi que les répétitions de liens vers un même terme.
- Les liens externes sont à placer uniquement dans une section « Liens externes », à la fin de l'article. Ces liens sont à choisir avec parcimonie suivant les règles définies. Si un lien sert de source à l'article, son insertion dans le texte est à faire par les notes de bas de page.
- La présentation des références doit suivre les conventions bibliographiques. Il est recommandé d'utiliser les modèles {{Ouvrage}}, {{Chapitre}}, {{Article}}, {{Lien web}} et/ou {{Bibliographie}}. Le mode d'édition visuel peut mettre en forme automatiquement les références.
- Insérer une infobox (cadre d'informations à droite) n'est pas obligatoire pour parachever la mise en page.

Pour une aide détaillée, merci de consulter Aide:Wikification.
Si vous pensez que ces points ont été résolus, vous pouvez retirer ce bandeau et améliorer la mise en forme d'un autre article.
1902–1959
Entités précédentes :
- Gouvernement militaire des États-Unis à Cuba

Entités suivantes :
- Cuba

La république de Cuba, de 1902 à 1959, englobe la période après l'indépendance de Cuba de l'Empire espagnol et la fin de sa première occupation militaire américaine en 1902. Cette ère comprenait divers gouvernements changeants et occupations militaires américaines. , et a pris fin avec le succès de la révolution cubaine en 1959. Pendant cette période, les États-Unis ont exercé une grande influence sur la politique cubaine, notamment par le biais de l'Amendement Platt. 
Les gouvernements de Cuba entre l'indépendance de l'Espagne et la Révolution ont été considérés comme des États clients des États-Unis. De 1902 à 1932, les lois cubaines et américaines comprenaient l'Amendement Platt, qui garantissait le droit des États-Unis d'intervenir à Cuba et imposait des restrictions aux relations extérieures cubaines. En 1934, Cuba et les États-Unis ont signé le Traité de relations dans lequel Cuba était obligée d'accorder un traitement préférentiel de son économie aux États-Unis, en échange les États-Unis ont donné à Cuba une part garantie de 22 % du marché américain du sucre qui a ensuite été modifié à une part de 49 pour cent en 1949.
Dans la République moderne de Cuba, la période de 1902 à 1959 est connue sous le nom de République néocoloniale (en espagnol : República Neocolonial), tandis que les exilés cubains l'appellent Cuba libre (en espagnol : Cuba Libre). Le pays a continué à utiliser la Constitution de 1940 jusqu'à ce que la nouvelle constitution soit promulguée en 1976. 

## 1902-1933 : premiers gouvernements
Après la guerre hispano-américaine , l'Espagne et les États-Unis ont signé le traité de Paris de 1898 , par lequel l'Espagne a cédé Porto Rico, les Philippines et Guam aux États-Unis pour la somme de 20 millions de dollars (équivalent à 650 millions de dollars en 2021). Avec la fin de la juridiction du gouvernement militaire des États-Unis (USMG), Cuba a obtenu son indépendance formelle le 20 mai 1902, sous le nom de République de Cuba. En vertu de la nouvelle constitution cubaine, les États-Unis ont conservé le droit d'intervenir dans les affaires cubaines et de superviser ses finances et ses relations extérieures. En vertu de l'amendement Platt, les États-Unis ont loué la base navale de Guantánamo Bay à Cuba. 

### Occupation américaine, 1906-1909
À la suite d'une purge politique et d'une élection corrompue et truquée en 1906, le premier président, Tomás Estrada Palma, a fait face à une révolte armée des vétérans de la guerre. Comme lors de la guerre d'indépendance, les Afro-Cubains étaient surreprésentés dans l'armée insurrectionnelle de 1906. Pour eux, la Révolution d'août a ravivé l'espoir d'une « part légitime » dans le gouvernement cubain. Le 16 août 1906, craignant que le gouvernement ne soit prêt à briser le complot, l'ancien général de l'Armée de libération Pino Guerra brandit l'étendard de la révolte. Palma a immédiatement arrêté tous les politiciens libéraux à portée de main; le reste est entré dans la clandestinité. Dans un effort pour éviter une intervention, Roosevelt a envoyé deux émissaires à La Havane pour rechercher un compromis entre le gouvernement et l'opposition. Considérant cette impartialité comme un vote de censure sur son gouvernement, Estrada Palma a démissionné et a fait démissionner tout son cabinet également, laissant la République sans gouvernement et obligeant les États-Unis à prendre le contrôle de l'île. Roosevelt a immédiatement proclamé que les États-Unis avaient été contraints d'intervenir à Cuba et que leur seul but était de créer les conditions nécessaires à une élection pacifique. Les Etats-Unis interviennent aussi en 1917 et 1919.  

### 1909-1924
En 1909, le gouvernement autonome a été rétabli lorsque José Miguel Gómez a été inauguré en tant que deuxième président de Cuba, tandis que les États-Unis ont continué à intervenir dans les affaires cubaines. En 1912, le Partido Independiente de Color a tenté d'établir une république noire séparée dans la province d'Oriente, mais a été réprimé par le général Monteagudo avec une effusion de sang considérable.
La production de sucre a joué un rôle important dans la politique et l'économie cubaines. Dans les années 1910, pendant et après la Première Guerre mondiale, une pénurie de l'approvisionnement mondial en sucre a alimenté un boom économique à Cuba, marqué par la prospérité et la conversion de plus en plus de terres agricoles à la culture du sucre. Les prix ont culminé puis se sont effondrés en 1920, ruinant financièrement le pays et permettant aux investisseurs étrangers d'acquérir plus de pouvoir qu'ils n'en avaient déjà. Cette turbulence économique s'appelait "la danse des millions". 

### Ère Machado
En 1924, Gerardo Machado est élu président. Au cours de son administration, le tourisme a considérablement augmenté et des hôtels et restaurants appartenant à des Américains ont été construits pour accueillir l'afflux de touristes. Le boom touristique a entraîné une augmentation des jeux de hasard et de la prostitution à Cuba. Machado a d'abord bénéficié du soutien d'une grande partie du public et de tous les principaux partis politiques du pays. Cependant, sa popularité déclina régulièrement. En 1928, il organisa une élection qui devait lui donner un autre mandat, celui-ci de six ans, malgré sa promesse de ne servir qu'un seul mandat.

## 1933-1958 : troubles et nouveaux gouvernements

### Révolution de 1933
Le krach de Wall Street en 1929 a entraîné des chutes vertigineuses du prix du sucre, des troubles politiques et la répression. Les étudiants protestataires, connus sous le nom de Génération de 1930, et une organisation terroriste clandestine connue sous le nom d'ABC, se sont tournés vers la violence en opposition à Machado, de plus en plus impopulaire. 
L'ambassadeur américain Sumner Welles est arrivé en mai 1933 et a commencé une campagne diplomatique qui impliquait une «médiation» avec des groupes d'opposition en incluant l'ABC. Cette campagne a considérablement affaibli le gouvernement de Machado et, soutenue par la menace d'une intervention militaire, a préparé le terrain pour un changement de régime. 
Une grève générale (au cours de laquelle le Parti socialiste populaire s'est rangé du côté de Machado), des soulèvements parmi les travailleurs du sucre et une révolte de l'armée ont forcé Machado à l'exil en août 1933. Il a été remplacé par Carlos Manuel de Céspedes y Quesada, fils du patriote cubain Carlos Manuel de Céspedes et ancien ambassadeur aux États-Unis. En septembre 1933, la révolte des sergents, dirigée par le sergent Fulgencio Batista, renverse Céspedes. Le général Alberto Herrera a été brièvement président (12-13 août) suivi de Carlos Manuel de Céspedes y Quesada du 13 août au 5 septembre 1933. Un comité exécutif de cinq membres (le Pentarchy de 1933) a été choisi pour diriger un gouvernement provisoire. Ils ont été évincés par une organisation dirigée par des étudiants, le Student Directory, qui a nommé Ramon Grau San Martin comme président provisoire et a adopté diverses réformes au cours du gouvernement des cent jours qui a suivi. Grau a démissionné en 1934, après quoi Batista a dominé la politique cubaine pendant les 25 années suivantes, d'abord grâce à une série de présidents fantoches. La période de 1933 à 1937 fut une période de "guerre sociale et politique pratiquement incessante".

### Constitution de 1940
Une nouvelle constitution a été adoptée en 1940, qui a conçu des idées progressistes radicales, y compris le droit au travail et aux soins de santé.  Batista a été élu président la même année, occupant le poste jusqu'en 1944. Il est jusqu'à présent le seul Cubain non blanc à avoir remporté la plus haute fonction politique du pays. Son gouvernement a mené d'importantes réformes sociales. Plusieurs membres du Parti communiste ont exercé leurs fonctions sous son administration. Les forces armées cubaines n'ont pas été très impliquées dans les combats pendant la Seconde Guerre mondiale, bien que le président Batista ait suggéré un assaut conjoint américano-latino-américain contre l'Espagne franquiste pour renverser le régime autoritaire.
Batista a adhéré aux structures de la constitution de 1940 empêchant sa réélection. Ramon Grau San Martin a été le vainqueur de la prochaine élection, en 1944. Grand et encore corrodé la base de la légitimité déjà chancelante du système politique cubain, en particulier en sapant le Congrès et la Cour suprême profondément défectueux, mais pas entièrement inefficaces. Carlos Prío Socarrás, un protégé de Grau, est devenu président en 1948. Les deux mandats du parti Auténtico ont vu un afflux d'investissements qui ont alimenté un boom et augmenté le niveau de vie de tous les segments de la société et créé une classe moyenne prospère dans la plupart des zones urbaines. 

### Dictature de Batista
Après s'être présenté sans succès à la présidence en 1952, Batista a organisé un coup d'État. De retour au pouvoir et recevant un soutien financier, militaire et logistique du gouvernement des États-Unis, Batista a suspendu la Constitution de 1940 et a révoqué la plupart des libertés politiques, y compris le droit de grève. Il a interdit le Parti communiste cubain en 1952. Il s'est ensuite aligné sur les propriétaires terriens les plus riches qui possédaient les plus grandes plantations de canne à sucre et a présidé une économie en stagnation qui a creusé l'écart entre les riches et les pauvres Cubains. Finalement, il a atteint le point où la majeure partie de l'industrie sucrière était aux mains des États-Unis et les étrangers possédaient 70% des terres arables. En tant que tel, le gouvernement répressif de Batista a alors commencé à profiter systématiquement de l'exploitation des intérêts commerciaux de Cuba, en négociant des relations lucratives à la fois avec la mafia américaine, qui contrôlait les entreprises de drogue, de jeu et de prostitution à La Havane, et avec de grandes sociétés multinationales basées aux États-Unis. qui ont obtenu des contrats lucratifs. Pour apaiser le mécontentement croissant de la population - qui s'est ensuite manifesté par de fréquentes émeutes et manifestations étudiantes - Batista a établi une censure plus stricte des médias, tout en utilisant également sa police secrète du Bureau pour la répression des activités communistes pour mener des violences à grande échelle, la torture et les exécutions publiques. 
Ces meurtres ont augmenté en 1957, alors que le socialisme devenait plus influent. De nombreuses personnes ont été tuées, avec des estimations allant de centaines à environ 20 000 personnes tuées. Cuba avait les taux de consommation de viande, de légumes, de céréales, d'automobiles, de téléphones et de radios par habitant les plus élevés d'Amérique latine, bien qu'environ un tiers de la population soit considérée comme pauvre et profite relativement peu de cette consommation. Alors que Cuba avait le ratio de lits d'hôpitaux par rapport à la population le plus élevé d'Amérique latine, environ 80 % de ces lits étaient situés dans la ville de La Havane, il n'y avait qu'un seul hôpital rural et il n'était équipé que de 10 lits. En 1951, la Banque mondiale a signalé qu'entre 80 et 90 % des enfants des zones rurales souffraient d'une forme de parasites intestinaux, en 1956, environ 13 % de la population rurale avaient des antécédents de typhoïde et 14 % avaient à un moment donné la tuberculose. Une étude menée en 1959 par les autorités de santé publique a révélé que dans tout le pays, environ 72 % de la population était atteinte de parasitisme et dans les zones rurales, ce pourcentage atteignait 86,54 %. Seuls 11 % des familles d'ouvriers agricoles buvaient du lait et la mortalité infantile en milieu rural était de 100 pour 1 000 naissances vivantes. Seul 1 paysan sur 4 pouvait se permettre de manger régulièrement de la viande, des œufs et du poisson et le chômage chronique atteignait 25 %. Cuba était une société très inégale avec à peine 8 % des propriétaires terriens possédant environ 75 % des terres, le cinquième inférieur de la population percevant 2 % du revenu national tandis qu'un cinquième de la population percevait 58 % du revenu national. c'était l'un des taux les plus bas pour les 20 % les plus pauvres dans le monde à l'époque et encore aujourd'hui. 
Cuba était également sous l'influence des États-Unis, au point que les États-Unis contrôlaient 80 % du commerce cubain. En 1959, environ 40 % des terres sucrières cubaines, presque tous les élevages de bétail, 90 % des mines et 80 % des services publics appartenaient à des entreprises américaines. En 1958, Cuba était un pays relativement bien avancé selon les normes latino-américaines et, dans certains cas, selon les normes mondiales. D'un autre côté, Cuba était peut-être touché par les plus grands privilèges syndicaux d'Amérique latine, y compris l'interdiction des licenciements et de la mécanisation. Ils ont été obtenus en grande partie "au détriment des chômeurs et des paysans", entraînant des disparités. Entre 1933 et 1958, Cuba a énormément étendu les réglementations économiques, causant des problèmes économiques. Le chômage est devenu un problème car les diplômés entrant sur le marché du travail ne pouvaient pas trouver d'emploi. La classe moyenne, comparable à celle des États-Unis, est devenue de plus en plus insatisfaite du chômage et des persécutions politiques. Les syndicats ont soutenu Batista jusqu'à la toute fin. Batista est resté au pouvoir jusqu'à ce qu'il soit contraint à l'exil en décembre 1958. 